# Каменєв Лев Борисович
Лев Борисович Каменєв (справжнє прізвище Розенфельд, рос. Лев Борисович Каменев; 6 (18) липня 1883 — 25 серпня 1936) — радянський партійний і державний діяч, більшовик, революціонер.

## Життєпис
Народився у Москві. Його батьком був хрещений єврей (вихрест), який у той час працював машиністом на Московсько-Курській залізниці. Батько закінчив Санкт-Петербурзький Технологічний інститут, а мати — Вищі жіночі Бестужевські курси.

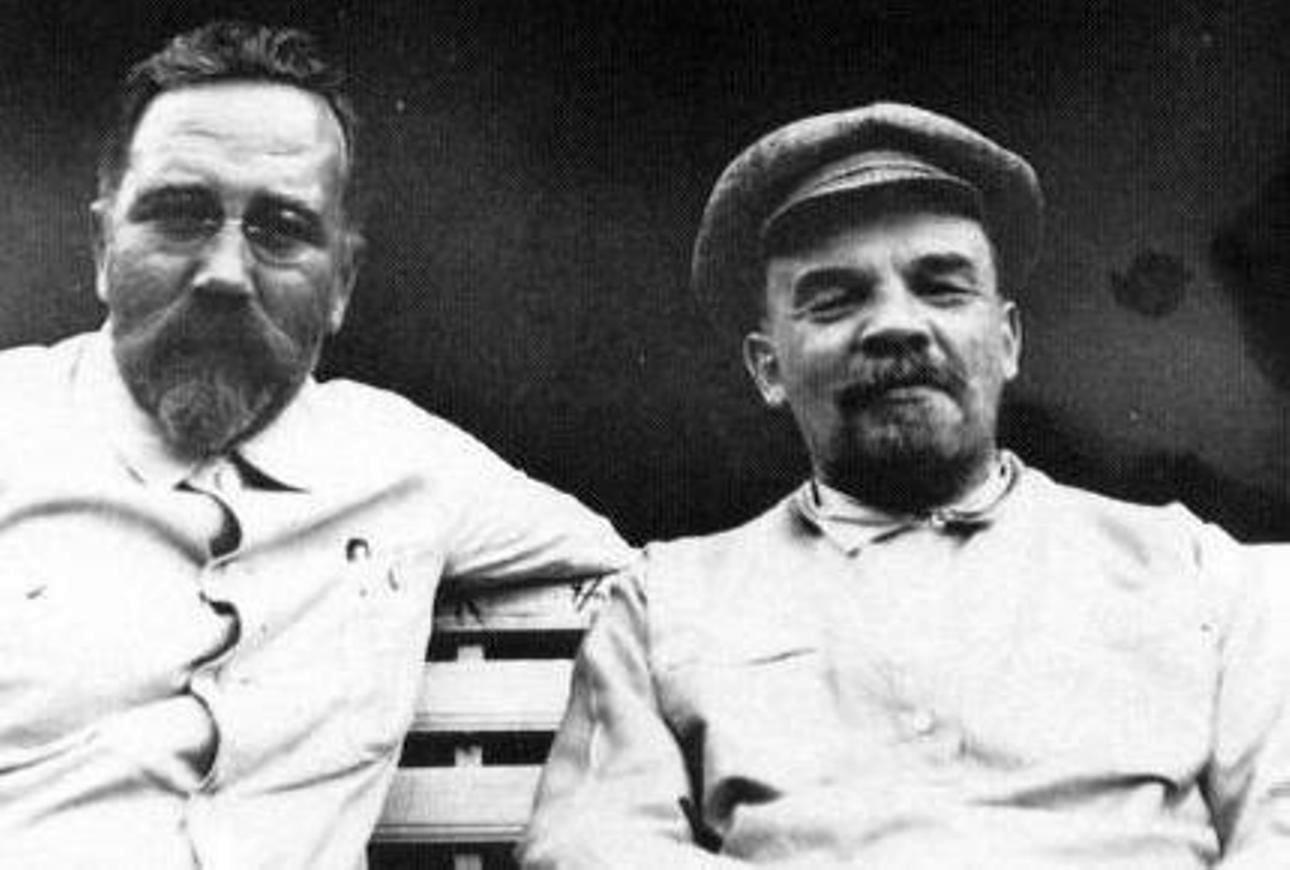
Каменєв разом із Леніном

У зв'язку зі зміною місця роботи батька родина переїхала до фабричного селища невеликого гвіздкоробного заводу поблизу станції Ландворове у Віленській губернії. Там і пройшло дитинство Л. Каменєва.
Навчався у 2-й Віленській гімназії.
У зв'язку з переїздом родини закінчував 2-гу гімназію у Тифлісі (1901). В останніх класах гімназії вже цікавився марксистською літературою і нелегально отримував її з марксистських гуртків.
1901 року вступив на юридичний факультет Московського університету.
Учасник делегації Радянської Росії на мирних переговорах із Центральними державами в Бересті.
В 1936 засуджений за справою «Троцкістсько-зинов'євського центру» і розстріляний. Посмертно зреабілітований у 1988 році.

## Родина
Перша дружина Л. Б. Каменєва — сестра Л. Д. Троцкого, Ольга Давидівна Бронштейн (1883—1941), з якою він познайомився в Парижі в 1902 р. Шлюб розпався в 1927 році. Обидва сини Каменєва від шлюбу з О. Д. Бронштейн — льотчик Олександр Каменєв (1906—1937) і Юрій Каменєв (1921-30.01.1938) — були розстріляні.
Друга дружина (з 1928) — Глібова Тетяна Іванівна (1899—1937) була розстріляна. Син Л. Б. Каменєва від шлюбу з нею — Глібов Володимир Львович (1929—1994) потрапив в дитячий будинок, пізніше був репресований. В кінці 60-х років він став доктором філософських наук, був професором кафедри філософії Новосибірського державного технічного університету. Спогади про нього і його версія смерті Сталіна, частково збігається з версією «старих більшовиків», вперше опублікована в книзі Рафаеля Гругмана «Радянський квадрат: Сталін-Хрущов-Берія-Горбачов».